# Podstawa programowa
Podstawa programowa – obowiązkowy na danym etapie edukacyjnym zestaw treści nauczania oraz umiejętności, które muszą być uwzględnione w programie nauczania i umożliwiają ustalenie kryteriów ocen szkolnych i wymagań egzaminacyjnych.
Podstawę programową określa Rozporządzenie Ministra Edukacji Narodowej (Dz.U. z 2017 r. poz. 356) w załącznikach dla:
- wychowania przedszkolnego dla przedszkoli, oddziałów przedszkolnych w szkołach podstawowych oraz innych form wychowania przedszkolnego;
- szkoły podstawowej,
- szkoły podstawowej dla uczniów z niepełnosprawnością intelektualną w stopniu umiarkowanym lub znacznym,
- branżowej szkoły I stopnia,
- szkoły specjalnej przysposabiającej do pracy,
- szkoły policealnej.

Podstawę programową dla szkół średnich określa Rozporządzenie Ministra Edukacji Narodowej (Dz.U. z 2018 r. poz. 467) w załącznikach dla:
- czteroletniego liceum ogólnokształcącego i pięcioletniego technikum,
- branżowej szkoły II stopnia dla uczniów będących absolwentami dotychczasowego gimnazjum,
- branżowej szkoły II stopnia dla uczniów będących absolwentami ośmioletniej szkoły podstawowej.

Podstawę programową dla wszystkich rodzajów szkół ogłasza minister właściwy do spraw oświaty i wychowania.